# Бриџтаун (Охајо)
Бриџтаун (енгл. Bridgetown) насељено је место без административног статуса у америчкој савезној држави Охајо.

## Демографија
По попису из 2010. године број становника је 14.407.
| Група             | 2000.    | 2010.          |
| Белци             | 0 (0,0%) | 13.891 (96,4%) |
| Афроамериканци    | 0 (0,0%) | 133 (0,9%)     |
| Азијати           | 0 (0,0%) | 111 (0,8%)     |
| Хиспаноамериканци | 0 (0,0%) | 110 (0,8%)     |
| Укупно            | 0        | 14.407         |